# فرانكونيا العليا
فرانْكُونيَا العُلْيَا (بالألمانية: Oberfranken)‏ هي مُحافظة في وِلاَية باڤارِيا في جُمهُوريَّة أَلمَانيَا الاِتّحاديّة. تَقَع مُحافظة فرانكُونيا العُليا في الشمال من الدَّولة الحُرَّة باڤارِيا أَهمَّ المُدن الكُبرَى في شمال جِبال الأَلب جَنُوب أَلمَانيَا. وتضُمّ المُحافظة تِسعٌ مَناطِق إِدارِيّة، وأَربعة مُدن، بمِساحة تُقَدَّر بحَوالَي 7232 كم².

## التّقسِيمات الإِدارِيّة
تضُمّ مُحافظة فرانكُونيا العُليا  تِسعٌ مَناطِق إِدارِيّة أو كما تُعرِّف بدائِرة رِيفِيَّة أَلمانِيَّة، وأَربعة مُدن على مُستوى المُحافظة. وهي كالتَّالي:

### المَناطِق الإِدارِيّة
| اِسم المِنطقَة الإِدارِيّة | ٱلِٱسم بالأَلمانِيَّة      | عَدد السُكَّان | المِساحَة (كم²) |
| -------------------- | --------------------- | ---------- | ------------- |
| مِنْطَقَة بامبرغ         | Landkreis Bamberg     | 146٬042    | 1٬168         |
| مِنْطَقَة بايرويت        | Landkreis Bayreuth    | 103٬876    | 1٬273         |
| مِنْطَقَة كُوبورغ         | Landkreis Coburg      | 86٬734     | 59٬047        |
| مِنْطَقَة فُورشهَايمّ       | Landkreis Forchheim   | 115٬259    | 643           |
| مِنْطَقَة هُوف            | Landkreis Hof         | 95٬915     | 893           |
| مِنْطَقَة كروناخ         | Landkreis Kronach     | 67٬613     | 651           |
| مِنْطَقَة كولمباخ        | Landkreis Kulmbach    | 71٬993     | 656           |
| مِنْطَقَة ليشتنفلز       | Landkreis Lichtenfels | 66٬640     | 51٬995        |
| مِنْطَقَة ڤونزيدل        | Landkreis Wunsiedel   | 73٬260     | 60٬643        |

### المُدن
| اِسم المدِينة   | ٱلِٱسم بالأَلمانِيَّة | عَدد السُكَّان | المِساحَة (كم²) |
| ------------- | ---------------- | ---------- | ------------- |
| مدِينة بامبرغ  | Stadt Bamberg    | 75٬743     | 54            |
| مدِينة بايرويت | Stadt Bayreuth   | 73٬065     | 67            |
| مدِينة كوبورغ  | Stadt Coburg     | 41٬071     | 49            |
| مدِينة هُوف     | Stadt Coburg     | 45٬183     | 58            |

## اُنظُر أيضاً
- قائِمة مُدن أَلمَانيَا.

## وُصلات خارجيّة
- الصّفحة الرّسميّة لفرانكُونيا العُليا (باللُّغَةُ الألمانِيّة، والإِنجليزِيّة، والتِّشِيكيَة).
- الطَّبِيعَة في فرانكُونيا العُليا (باللُّغَةُ الألمانِيّة).

## صُور

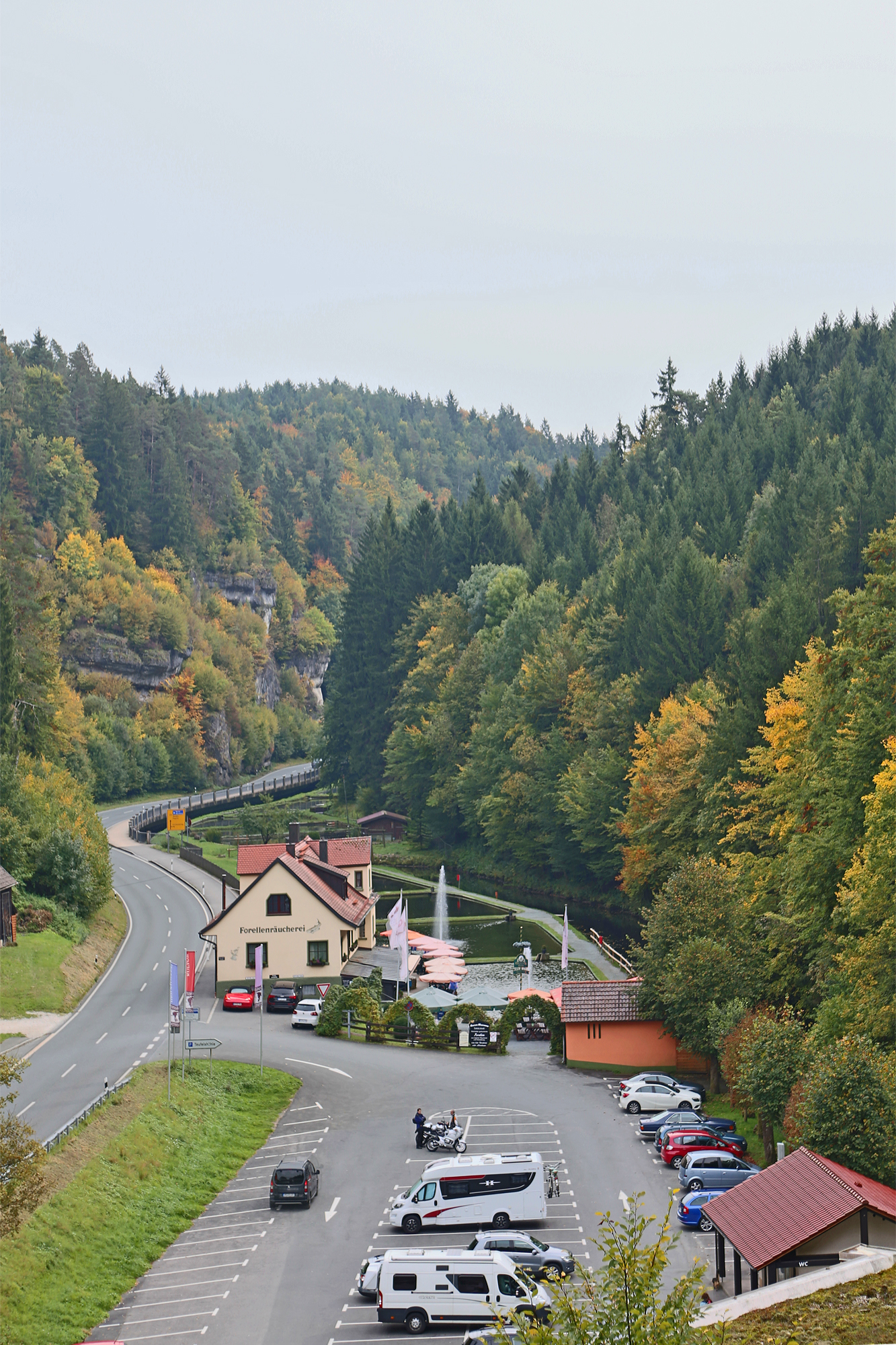
اسْتِرَاحَة ومَطعَم عَلَى الطَّرِيق في وادِي ڤايرسبَاخ.
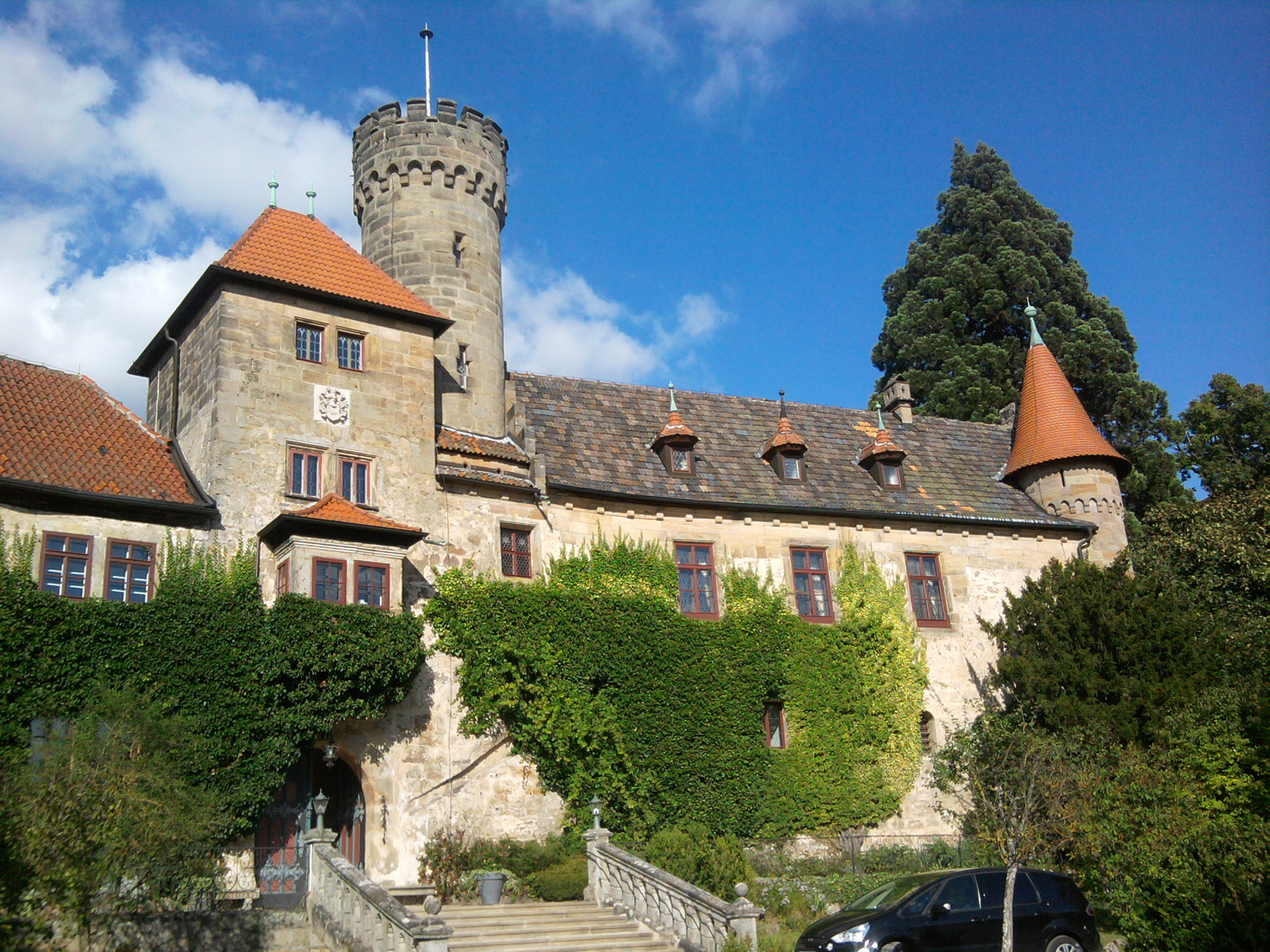
قَصْر أَهُورنَّ من العُصُورُ الوُسْطَى.
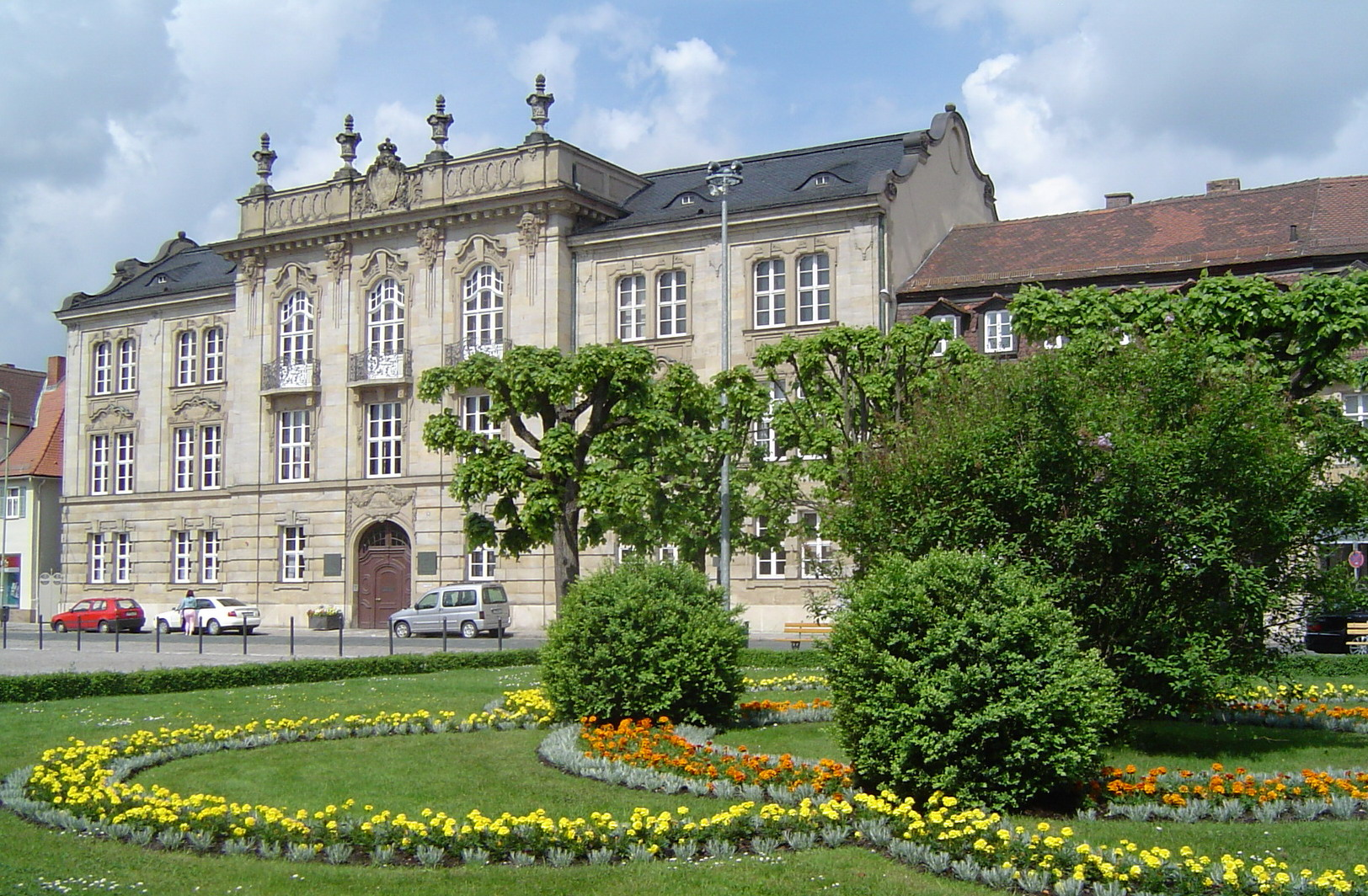
المَقرّ الإِدَارِيَّ لمُحافظة فرانكُونيا العُليا في وَسط مَدِينة بايرويت.
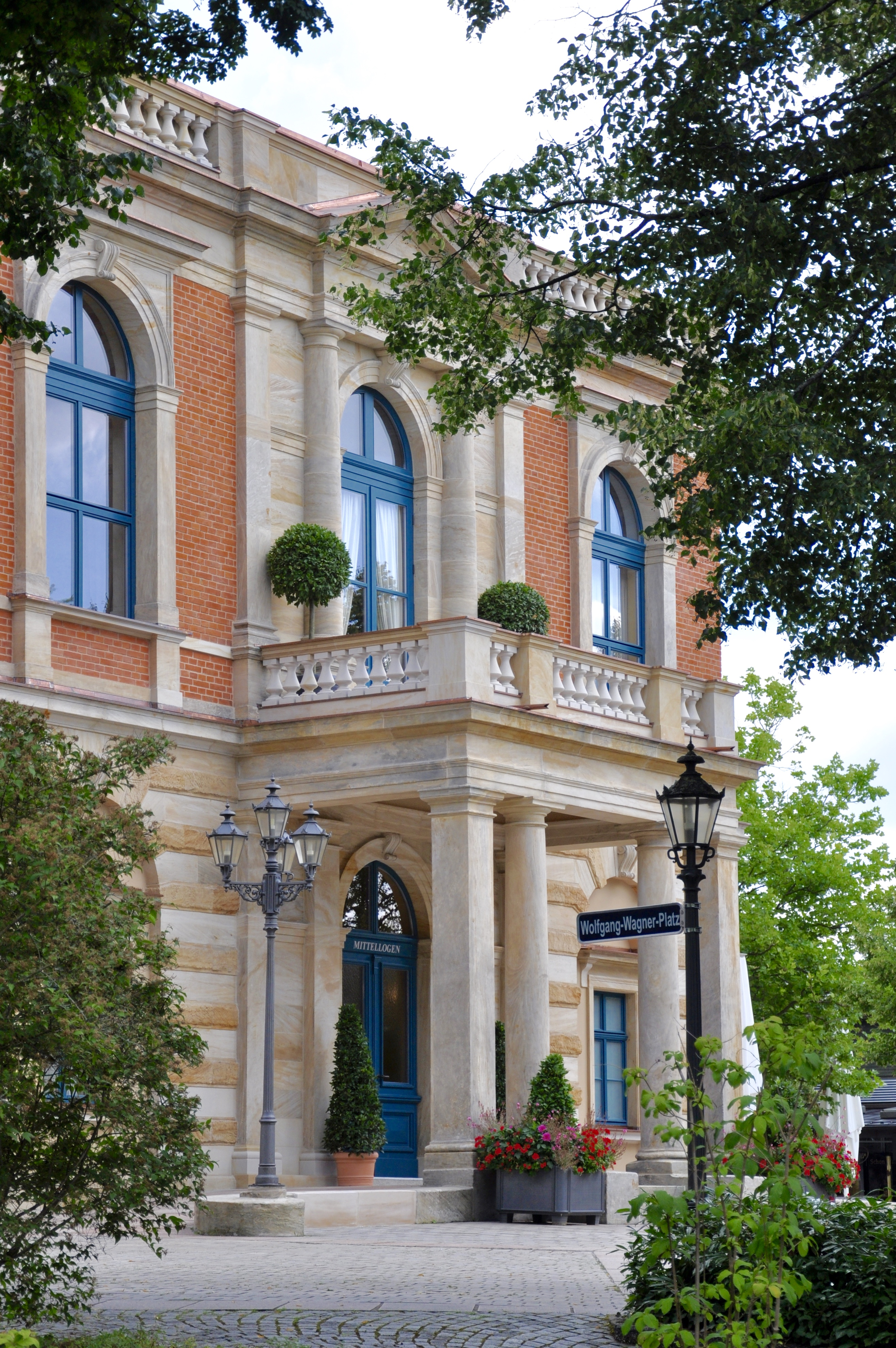
دَار أُوبِرَا مَدِينة بايرويت في قَلْب فرانكُونيا العُليا أو أُوبِرَ فرَانكن كما يحلُو لِلبعضِ تَسمِيَتها حيثُ كَان المُؤَلِّف المُوسِيقَى والكَاتِب المَسرحِيَّ رِيتشَارد ڤاغنرِ يُقَيِّمُ حفلاتُه المُوسِيقِيَّة.

## مَراجع
1. ↑  "Верхняя Франкония". Большая советская энциклопедия. Том 10, 1928 (بالروسية). 10: 396. 1928. QID:Q28972204.
2. ↑  GeoNames (بالإنجليزية), 2005, QID:Q830106